# De nijdassen
De nijdassen is een hoorspel van Gerard Braunisch. Die Zankwütigen werd op 24 september 1968 door de Westdeutscher Rundfunk uitgezonden. De KRO bracht het op dinsdag 30 mei 1978 in het programma Spektakel/Theater. Rob van der Bas zong en speelde op de draailier. Voor de vertaling en de regie tekende Fons Eickholt. De uitzending duurde 40 minuten.

## Rolbezetting
- Ad de Bont
- Joop Brussee
- Bert Harskamp
- Helen Hedy
- Tineke Krol
- John Leddy
- Huub Scholten
- Ger Smit
- Dick Swidde
- Alain Teister
- Carine Weve

## Inhoud
De titel moet letterlijk genomen worden. Hij houdt in: eigenzinnigheid en starheid, ideologie en geweld. Alledaagsheden: ruzie, omwenteling, bommen, foltering, oorlog, onderdrukking, - men laat het zich welgevallen. Maar: demonstranten tegen een of ander conflict zijn asociaal, verdacht. Wie neen zegt tegen ruzie, probeert men de mond te snoeren, want zoals we van alles een deugd maken, zo ook van de ruzie. "De nijdassen" is een soort genealogie van de oorlog. Een komediant en een komediante maken met behulp van een gefingeerde plaatopname hun intrede in deze genealogie. Ze begint met het "stenen tijdperk". Een echtpaar maakt een einde aan hun twist door stenen naar elkaar te gooien. Later maakt men elkaar af met vuur: "vuurtijdperk". "Mestijdperk" noemen ze het, als de kemphanen elkaar neersteken. De twisten breiden zich uit, het "pistolentijdperk" breekt aan enz., en daarna het raket- en atoomtijdperk. Braunisch wil meer dan een kluchtig woordenballet in het luchtledige, hij persifleert beide zijden en maakt duidelijk dat het vandaag en in de toekomst hoogstens variaties van een vertrouwde plaat betreft…